# Bouteloua curtipendula
Bouteloua curtipendula là một loài thực vật có hoa trong họ Hòa thảo. Loài này được (Michx.) Torr. mô tả khoa học đầu tiên năm 1853.

## Hình ảnh

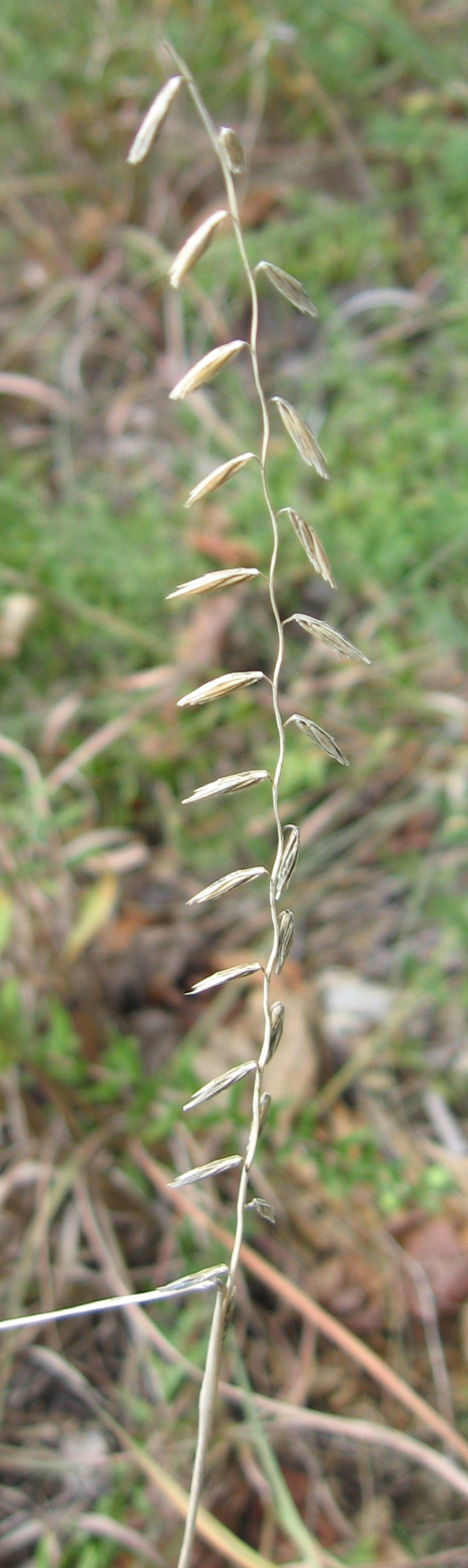
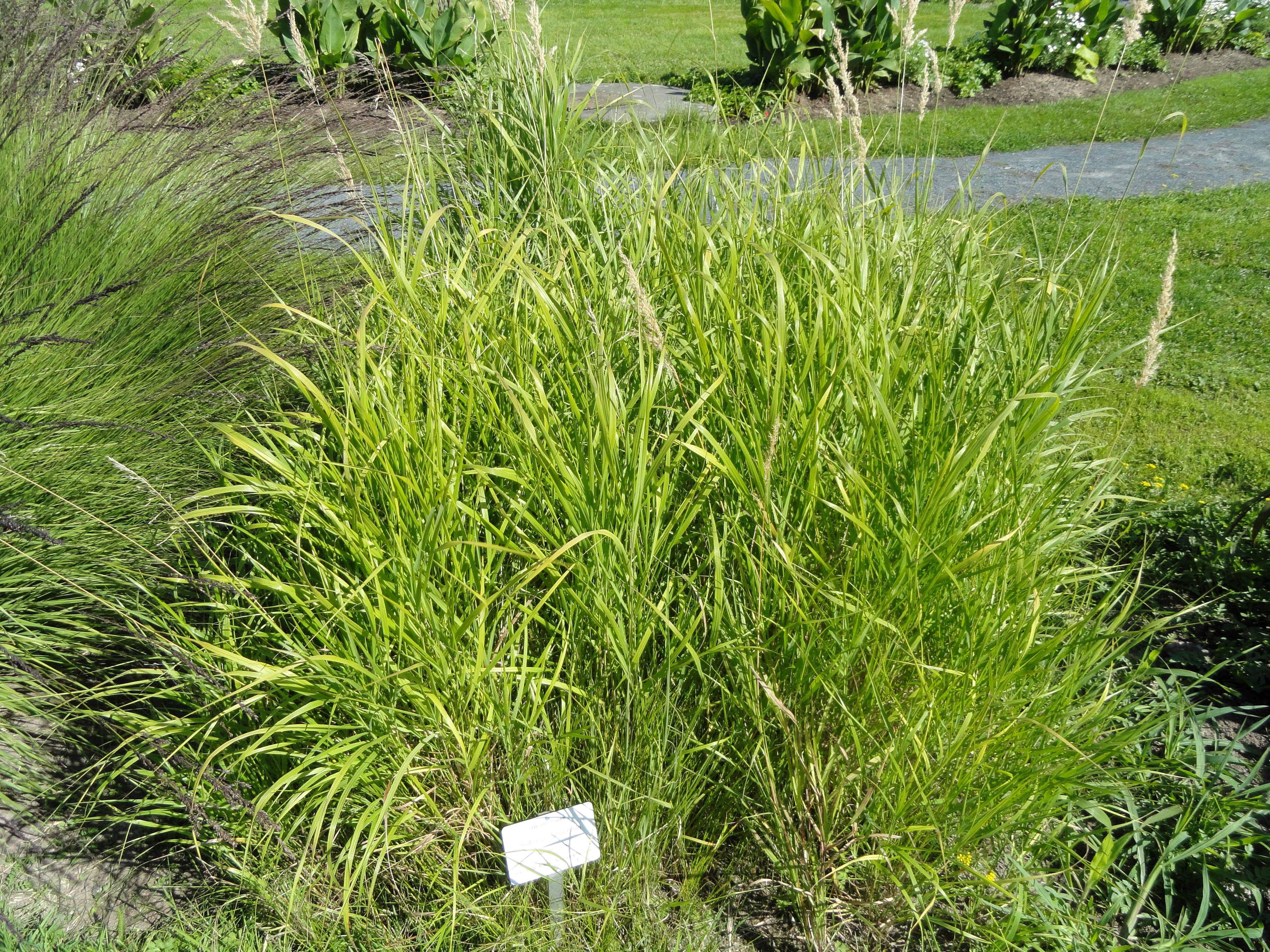
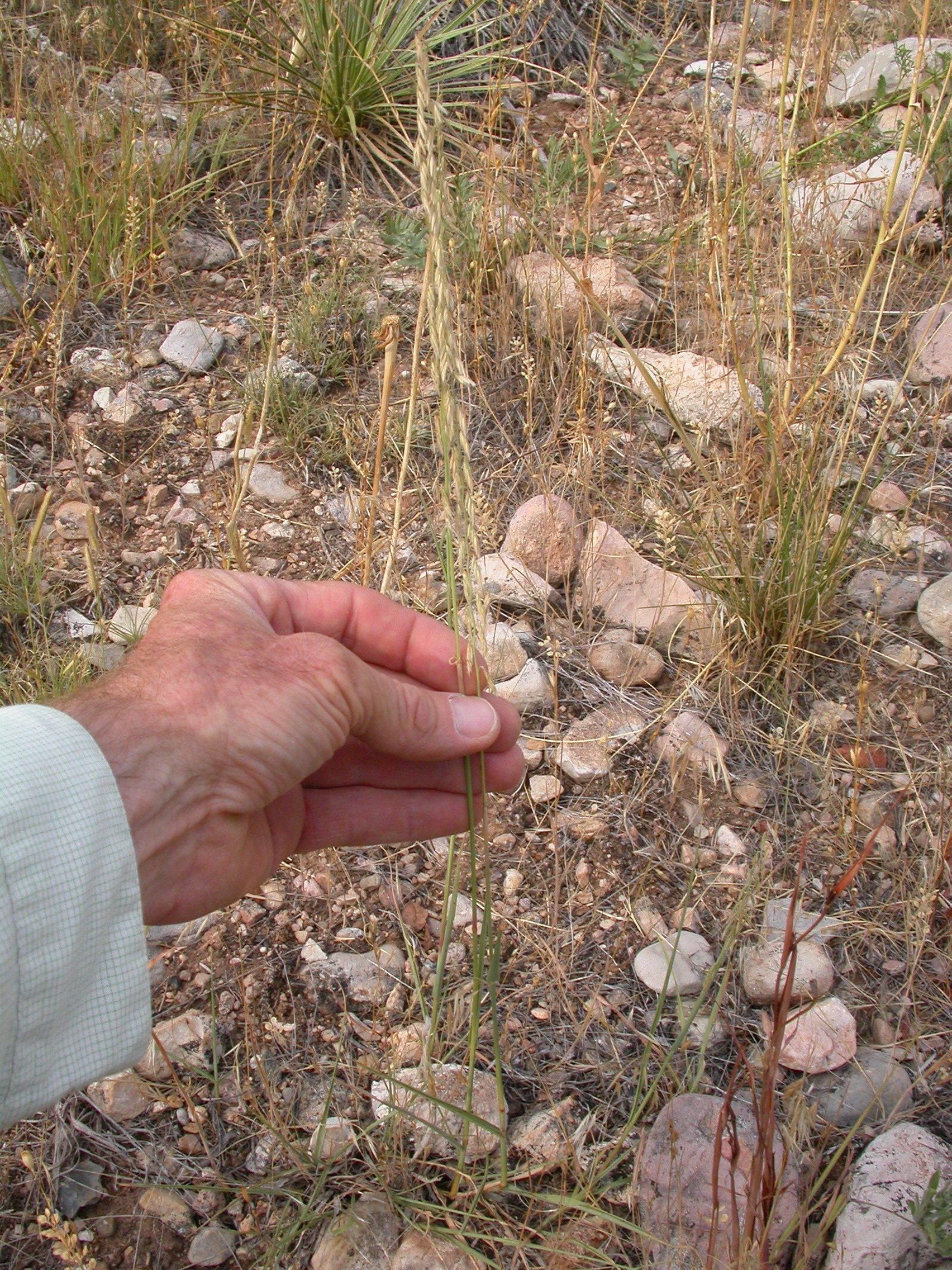
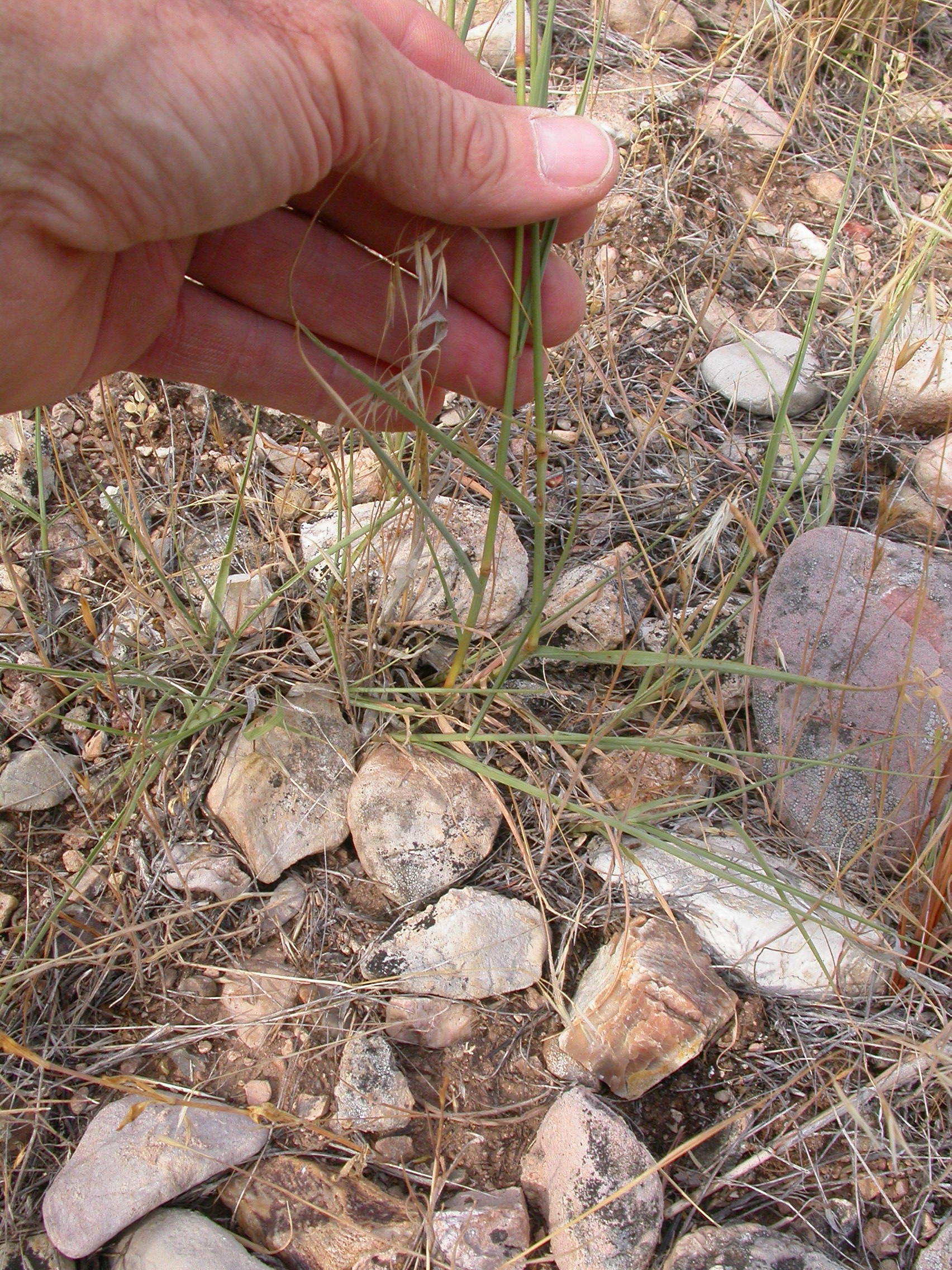